# Спорная
Спорная — посёлок в Заветинском районе Ростовской области.
Входит в состав Никольского сельского поселения.
Посёлок расположен в степи, при балке Спорная Худжурта, в пределах северо-восточной, слабо наклонённой покатости Сальской-Манычской гряды Ергенинской возвышенности на высоте около 65 метров над уровнем моря, в 6 км южнее хутора Новобеляевский

## Население
Динамика численности населения
| 1989 | 2002 |
| ---- | ---- |
| ≈210 | 298  |

| 2010 |
| ---- |
| 49   |